# Saint-Jean-Roure
Pour les articles homonymes, voir Saint-Jean.
Saint-Jean-Roure est une commune française située dans le département de l'Ardèche, en région Auvergne-Rhône-Alpes.
Les habitants sont appelés les Jeanrourois et les Jeanrouroises.

## Géographie

### Situation et description

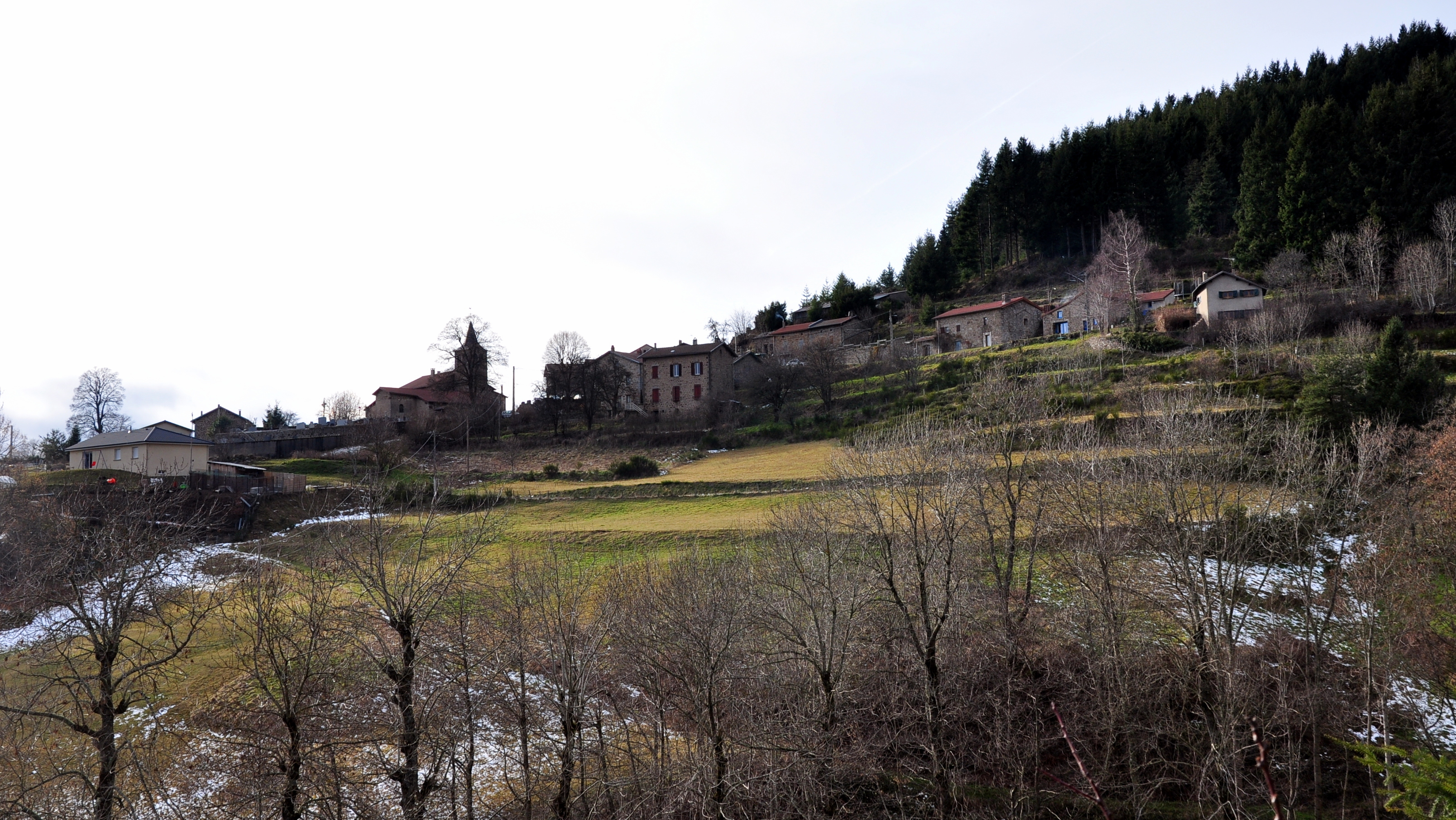
Saint-Jean-Roure depuis le quartier de Mondon.

La commune de Saint-Jean-Roure est une commune de montagne, à l'aspect encore fortement rural et située dans la partie orientale du Massif central. Sa superficie est de 2399 hectares - 23,99 km2 et son altitude moyenne est de 801 mètres.
Saint-Jean-Roure est situé dans le parc naturel régional des Monts d'Ardèche, à 44 km à vol d'oiseau à l'est du Puy-en-Velay, 38 km au sud-ouest d'Annonay, 36 km à l'ouest de Valence et de la Vallée du Rhône, 27 km au Privas.

### Communes limitrophes
Les communes limitrophes sont  Belsentes, Désaignes, Jaunac, Le Cheylard, Saint-Agrève, Saint-Cierge-sous-le-Cheylard, Saint-Julien-d'Intres et Saint-Martin-de-Valamas.

### Hydrographie
Voici, ci dessous, une liste des cours d'eau s'écoulant sur le territoire de Saint-Jean-Roure :
- L'Eyrieux (rivière)
- Le ruisseau d'Aygueneyre
- Le ruisseau de Bleyssac
- Le ruisseau du Bois du Buisson
- Le ruisseau du Chaillans
- Le ruisseau de Chaude-Oreille
- Le ruisseau des Combettes
- Le ruisseau du Devès
- Le ruisseau des Eygas
- Le ruisseau de Gournaudu
- Le ruisseau de la Grangette
- Le ruisseau de Jabrezac
- Le ruisseau de Latte
- Le ruisseau du Liard
- Le ruisseau Maleval
- Le ruisseau de la Grande Moula
- Le ruisseau de Mortevieille
- Le ruisseau d'Orties
- Le ruisseau de Paravis
- Le ruisseau du Ranc Courbier
- Le ruisseau des Rioux
- Le ruisseau de Sagne Morte
- Le ruisseau de Sarrazy
- Le ruisseau de Tavaste
- Le ruisseau du Vernet

### Climat
Pour des articles plus généraux, voir Climat d'Auvergne-Rhône-Alpes et Climat de l'Ardèche.
En 2010, le climat de la commune est de type climat de montagne, selon une étude du CNRS s'appuyant sur une série de données couvrant la période 1971-2000. En 2020, Météo-France publie une typologie des climats de la France métropolitaine dans laquelle la commune est exposée à un climat de montagne ou de marges de montagne et est dans la région climatique Sud-est du Massif Central, caractérisée par une pluviométrie annuelle de 1 000 à 1 500 mm, minimale en été, maximale en automne.
Pour la période 1971-2000, la température annuelle moyenne est de 8,7 °C, avec une amplitude thermique annuelle de 16,3 °C. Le cumul annuel moyen de précipitations est de 1 298 mm, avec 9 jours de précipitations en janvier et 6 jours en juillet. Pour la période 1991-2020, la température moyenne annuelle observée sur la station météorologique de Météo-France la plus proche, « Cheylard Sa », sur la commune du Cheylard à 4 km à vol d'oiseau, est de 12,2 °C et le cumul annuel moyen de précipitations est de 1 178,7 mm,. Pour l'avenir, les paramètres climatiques de la commune estimés pour 2050 selon différents scénarios d'émission de gaz à effet de serre sont consultables sur un site dédié publié par Météo-France en novembre 2022.

### Voies de communication
La commune est traversée par le sentier de grande randonnée GR 420A.

## Urbanisme

### Typologie
Au 1er janvier 2024, Saint-Jean-Roure est catégorisée commune rurale à habitat très dispersé, selon la nouvelle grille communale de densité à 7 niveaux définie par l'Insee en 2022.
Elle est située hors unité urbaine. Par ailleurs la commune fait partie de l'aire d'attraction du Cheylard, dont elle est une commune de la couronne,. Cette aire, qui regroupe 20 communes, est catégorisée dans les aires de moins de 50 000 habitants,.

### Lieux-dits, hameaux et écarts
La commune compte de nombreux hameaux et lieu-dits. L'un d'entre eux est Beauvert.

### Occupation des sols
L'occupation des sols de la commune, telle qu'elle ressort de la base de données européenne d’occupation biophysique des sols Corine Land Cover (CLC), est marquée par l'importance des forêts et milieux semi-naturels (68,3 % en 2018), une proportion sensiblement équivalente à celle de 1990 (67,9 %). La répartition détaillée en 2018 est la suivante : forêts (58,5 %), prairies (20,1 %), zones agricoles hétérogènes (11,6 %), milieux à végétation arbustive et/ou herbacée (9,8 %).
L'évolution de l’occupation des sols de la commune et de ses infrastructures peut être observée sur les différentes représentations cartographiques du territoire : la carte de Cassini (XVIIIe siècle), la carte d'état-major (1820-1866) et les cartes ou photos aériennes de l'IGN pour la période actuelle (1950 à aujourd'hui).

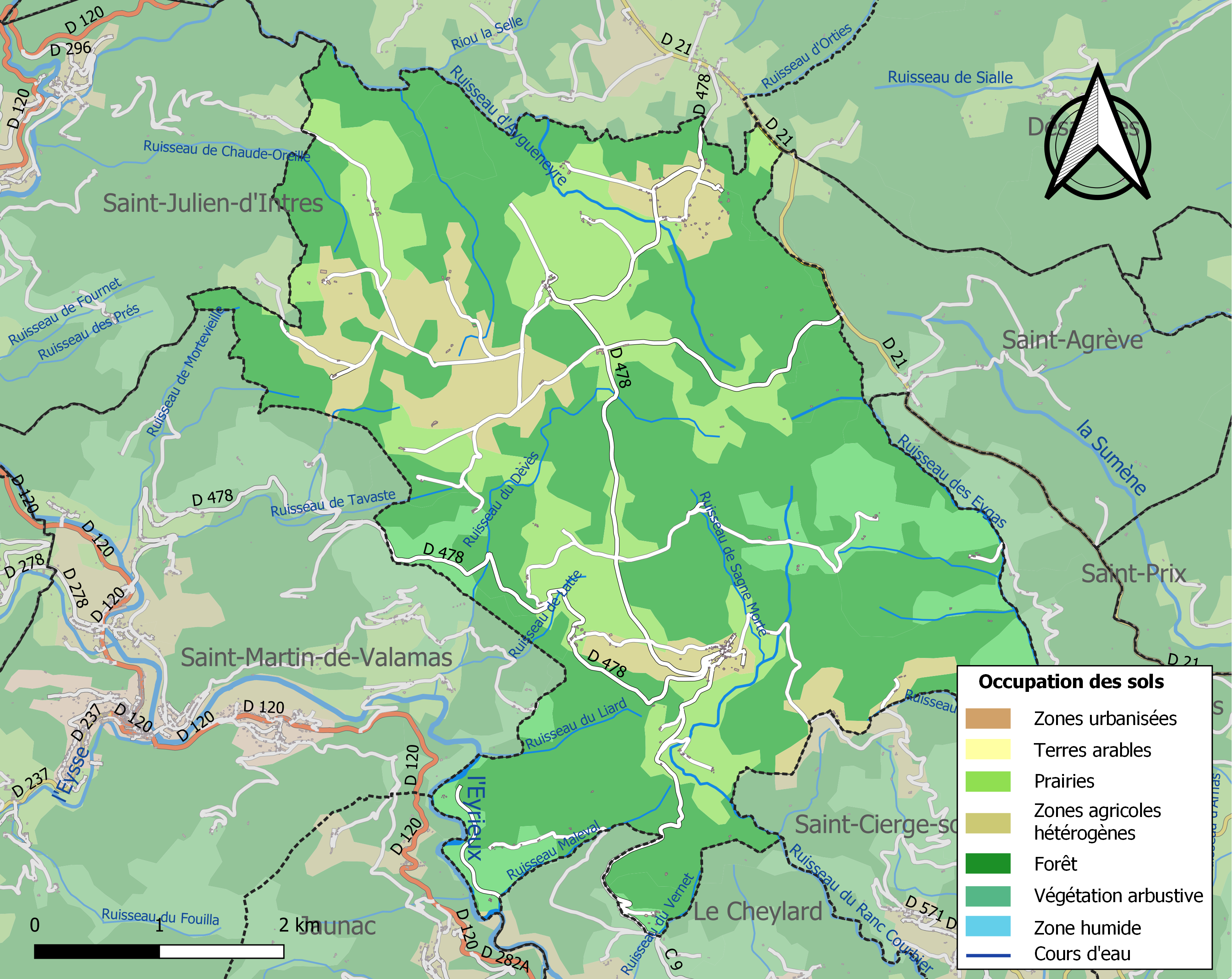
Carte des infrastructures et de l'occupation des sols de la commune en 2018 (CLC).

### Habitat et logement
En 2018, le nombre total de logements dans la commune était de 211, alors qu'il était de 195 en 2013 et de 189 en 2008.
Parmi ces logements, 54,1 % étaient des résidences principales, 29 % des résidences secondaires et 16,9 % des logements vacants. Ces logements étaient pour 97,2 % d'entre eux des maisons individuelles et pour 2,8 % des appartements.
Le tableau ci-dessous présente la typologie des logements à Saint-Jean-Roure en 2018 en comparaison avec celle de l'Ardèche et de la France entière. Une caractéristique marquante du parc de logements est ainsi une proportion de résidences secondaires et logements occasionnels (29 %), très supérieure à celle du département (18 %) et à celle de la France entière (9,7 %). Concernant le statut d'occupation de ces logements, 82,6 % des habitants de la commune sont propriétaires de leur logement (78,9 % en 2013), contre 66,9 % pour l'Ardèche et 57,5 % pour la France entière.
| Typologie                                               | Saint-Jean-Roure | Ardèche | France entière |
| ------------------------------------------------------- | ---------------- | ------- | -------------- |
| Résidences principales (en %)                           | 54,1             | 72,3    | 82,1           |
| Résidences secondaires et logements occasionnels (en %) | 29               | 18      | 9,7            |
| Logements vacants (en %)                                | 16,9             | 9,7     | 8,2            |

### Risques naturels et technologiques
L'ensemble du territoire de la commune de Saint-Jean-de-Roure est situé en zone de sismicité no 2 (sur une échelle de 5), comme la plupart des communes situées sur le plateau et la montagne ardéchoise.
| Type de zone | Niveau           | Définitions (bâtiment à risque normal) |
| ------------ | ---------------- | -------------------------------------- |
| Zone 2       | Sismicité faible | accélération = 1,1 m/s2                |

## Toponymie
Nom révolutionnaire de la commune : Valroure (d’après S. Johanni de Robore, XIe siècle).

## Politique et administration

### Rattachements administratifs et électoraux

#### Rattachements administratifs
La commune se trouve dans l'arrondissement de Tournon-sur-Rhône du département de l'Ardèche.
Elle faisait partie depuis 1801 du canton de Saint-Martin-de-Valamas. Dans le cadre du redécoupage cantonal de 2014 en France, cette circonscription administrative territoriale a disparu, et le canton n'est plus qu'une circonscription électorale.

#### Rattachements électoraux
Pour les élections départementales, la commune fait partie depuis 2014 du canton de Haut-Eyrieux.
Pour l'élection des députés, elle fait partie de la première circonscription de l'Ardèche.

### Intercommunalité
Saint-Jean-Roure était membre de la petite communauté de communes des Boutières, un établissement public de coopération intercommunale (EPCI) à fiscalité propre créé en 2005 et auquel la commune avait transféré un certain nombre de ses compétences, dans les conditions déterminées par le code général des collectivités territoriales.
Conformément aux prescriptions de la loi de réforme des collectivités territoriales du 16 décembre 2010, qui a prévu le renforcement et la simplification des intercommunalités et la constitution de structures intercommunales de grande taille, cette intercommunalité a fusionné avec ses voisines pour former, le 1er janvier 2014, la communauté de communes Val'Eyrieux, dont est désormais membre la commune.

### Liste des maires
| Période                                  | Période                        | Identité       | Étiquette | Qualité |
| ---------------------------------------- | ------------------------------ | -------------- | --------- | --- |
| Les données manquantes sont à compléter. |                                |                |           | |
| mars 2001                                | mars 2008                      | René Roche     |           | |
| mars 2008                                | septembre 2022                 | Michel Chantre | DVG       | Retraité de la fonction publique Conseiller général Saint-Martin-de-Valamas (2011 → 2015) Président de la CC des Boutières ( ? → 2013) Démissionnaire |
| septembre 2022                           | En cours (au 16 décembre 2022) | Gérard Saniel  |           | Artisan |

## Population et société

### Démographie
L'évolution du nombre d'habitants est connue à travers les recensements de la population effectués dans la commune depuis 1793. Pour les communes de moins de 10 000 habitants, une enquête de recensement portant sur toute la population est réalisée tous les cinq ans, les populations de référence des années intermédiaires étant quant à elles estimées par interpolation ou extrapolation. Pour la commune, le premier recensement exhaustif entrant dans le cadre du nouveau dispositif a été réalisé en 2007.

En 2022, la commune comptait 264 habitants, en évolution de −0,38 % par rapport à 2016 (Ardèche : +2,48 %, France hors Mayotte : +2,11 %).
| 1793 | 1800 | 1806 | 1821 | 1831 | 1836 | 1841 | 1846 | 1851 |
| ---- | ---- | ---- | ---- | ---- | ---- | ---- | ---- | ---- |
| 702  | 706  | 748  | 702  | 772  | 814  | 841  | 759  | 910  |

| 1856 | 1861 | 1866 | 1872 | 1876 | 1881 | 1886 | 1891 | 1896 |
| ---- | ---- | ---- | ---- | ---- | ---- | ---- | ---- | ---- |
| 845  | 825  | 833  | 754  | 747  | 711  | 819  | 796  | 848  |

| 1901 | 1906 | 1911 | 1921 | 1926 | 1931 | 1936 | 1946 | 1954 |
| ---- | ---- | ---- | ---- | ---- | ---- | ---- | ---- | ---- |
| 865  | 780  | 807  | 713  | 622  | 596  | 552  | 500  | 421  |

| 1962 | 1968 | 1975 | 1982 | 1990 | 1999 | 2006 | 2007 | 2012 |
| ---- | ---- | ---- | ---- | ---- | ---- | ---- | ---- | ---- |
| 338  | 277  | 232  | 218  | 202  | 206  | 247  | 253  | 279  |

| 2017 | 2022 | - | - | - | - | - | - | - |
| ---- | ---- | - | - | - | - | - | - | - |
| 258  | 264  | - | - | - | - | - | - | - |

### Cultes
La communauté catholique et l'église de Saint-Jean-Roure sont rattachées à la paroisse Saint Agrève en Vivarais qui compte huit autres communes. Cette paroisse est, elle même, rattachée au diocèse de Viviers.

### Médias
Deux organes de presse écrite de niveau régional sont distribués dans la commune :
- L'Hebdo de l'Ardèche, journal hebdomadaire français basé à Valence et diffusé à Privas depuis 1999. Il couvre l'actualité pour tout le département de l'Ardèche ;
- Le Dauphiné libéré, journal quotidien de la presse écrite française régionale distribué dans la plupart des départements de l'ancienne région Rhône-Alpes, notamment l'Ardèche. La commune est située dans la zone d'édition du Nord-Ardèche (Annonay - Le Cheylard).

### Enseignement
La commune est rattachée à l'académie de Grenoble. 
Les enfants sont principalement scolarisés à Saint-Agrève et au Cheylard, et disposent pour cela d'un service de ramassage scolaire
L'école primaire catholique du village est fermée depuis le 01/09/2017 {https://annuaire-education.fr/etablissements-fermes/departement/ardeche/007.html#goog_rewarded} en raison du manque d'élèves. Le collège Saint-Louis (privé) et le collège-lycée des Deux-Vallées sont situés au Cheylard.

### Santé
L'hôpital local le plus proche est situé au Cheylard.

### Cultes
La communauté catholique et l'église Saint-Jean-Roure (propriété de la commune) dépendent de la paroisse Saint Agrève en Vivarais qui compte huit autres communes. Cette paroisse dont le presbytère (maison paroissiale) est située à Saint-Agrève est, elle-même, rattachée au diocèse de Viviers.

## Culture et patrimoine

### Lieux et monuments
- Église Saint-Jean de Saint-Jean-Roure (du XIe siècle)
- Temple protestant à Beauvert

### Héraldique
|  | Saint-Jean-Roure possède des armoiries dont l'origine et le blasonnement exact ne sont pas disponibles. |

## Pour approfondir